# Herbert Alois Kraus
Herbert Alois Kraus (* 18. November 1911 in Zagreb; † 3. September 2008 in Wien) war ein österreichischer Journalist, Politiker (VdU), Manager und Sachbuchautor. Er war 1949 Mitbegründer des Verbands der Unabhängigen, bis 1952 dessen Bundesobmann, von 1949 bis 1956 Abgeordneter zum Nationalrat und in dieser Zeit VdU-Klubobmann.

## Leben und Wirken
Herbert Alois Kraus wuchs in Tirol auf, besuchte die Volksschule in Hall in Tirol, dann drei Jahre lang das Gymnasium in Brixen und maturierte 1930 an der Stella Matutina in Feldkirch. Er promovierte 1934 an der Hochschule für Welthandel in Wien in Volkswirtschaftslehre. Anschließend war er als Hofmeister und Hauslehrer in der Tschechoslowakei und in Polen tätig. 1936 gründete er in Wien einen chemischen Kleinbetrieb und wurde 1938 als Wirtschaftsjournalist tätig. Bis 1939 war er Redakteur beim Neuen Wiener Journal, danach bis 1941 Korrespondent des Südost-Echos. Seinen Militärdienst von 1941 bis 1945 leistete er zuerst beim Oberkommando der Wehrmacht mit der Auswertung der aus der Sowjetunion einlaufenden Wirtschaftsnachrichten, dann in der Wirtschaftsinspektion Süd in der Ukraine. Wegen kritischer Berichte wurde gegen ihn ein Kriegsgerichtsverfahren eingeleitet, das im Oktober 1944 mit einem Freispruch endete. 
Im Frühjahr 1945 flüchtete er aus dem Kaukasusgebiet nach Westen und erlebte das Kriegsende in Mondsee. Er fand dann Quartier bei seinem Schwager in der Stadt Salzburg und bemühte sich beim US-Militärkommando in Salzburg vergeblich um die Gründung einer Zeitung. Er arbeitete dann für den Österreichischen Kurier, der im Juni 1945 in die Salzburger Nachrichten aufging. Anfang 1946 gründete er das Österreichische Forschungsinstitut für Wirtschaft und Politik und fungierte als Herausgeber der Zeitschrift Berichte und Informationen, die sich vor allem mit politischen und wirtschaftlichen Themen befasste und ab 1947 sehr kritisch zum österreichischen Nationalsozialistengesetz (Verbotsgesetz 1947) Stellung bezog.
1949 gründete er zusammen mit Viktor Reimann den Verband der Unabhängigen (VdU), dessen Bundesobmann er bis 1952 war. Bei den zweiten freien Nationalratswahlen 1949 trat der VdU zum ersten Mal an und erlangte 11,7 % der Stimmen. Kraus zog mit 15 anderen VdU-Abgeordneten ins Parlament ein und wurde Klubobmann. Er bemühte sich um eine (national-)liberale Ausrichtung des VdU, tatsächlich wurde dieser jedoch zum Sammelbecken ehemaliger Nationalsozialisten. Als Kraus „zur Wiedererrichtung des dritten Lagers bei den Resten des alten Liberalismus anknüpfen wollte, griff er“ laut dem FPÖ-Parteihistoriker Kurt Piringer „gleichsam ins Leere“. Als Bundesparteiobmann wurde Kraus 1952 von Max Stendebach abgelöst, als Klubobmann zwischenzeitlich von Karl Hartleb. Nach der Wahl 1953 kehrte Kraus aber selbst wieder an die Spitze des Parlamentsklubs der Unabhängigen zurück. Als der VdU 1956 in der Freiheitlichen Partei Österreichs (FPÖ) aufging, trat Kraus aus und beklagte eine „lange vorbereitete Machtübernahme durch einen kleinen Kreis von Rechtsextremisten und NS-Führern“. Nach der Nationalratswahl 1956, zu der er nicht mehr antrat, schied er aus dem Parlament aus. Danach trat er politisch lange Zeit nicht mehr in Erscheinung, bis er 1978 Präsident (bis 1993) im „Liberalen Klub“ in Wien wurde.
Beruflich ging Kraus nach seinem Ausscheiden aus der Politik in die Privatwirtschaft und gründete 1957 zusammen mit Hans Priebsch und Hans von Behr die Donau-Finanz GesmbH & Co. KG, deren geschäftsführender Gesellschafter er 1959 wurde.

## Aussagen
In seinem 1942 erschienenen Buch "Russland 1941" gibt es einige sehr vom Antisemitismus geprägte Aussagen (z. B.: "Bei den Juden konnte man die erforderliche Skrupellosigkeit und Dienstbereitschaft immer finden" oder "...Skrupellosigkeit, persönliche Rohheit, ..., die neben den verkommenen Elementen niederster Herkunft auch den meisten Juden eigen sind"). Auch ist seine Position in diesem Buch eine insgesamt überhebliche und von Verallgemeinerungen getragene.
In seinem 1990 erschienenen Buch „Großeuropa“. Eine Konföderation vom Atlantik bis Wladiwostok vertritt Kraus die Vision eines Großeuropa unter Einbindung Russlands, einer „Konföderation europäischer Staaten vom Atlantik bis Wladiwostok.“ Er argumentiert, dass die Einbindung Russlands Westeuropa von der Angst vor einem Krieg mit Russland befreien würde, und dass die Anbindung dieses großen russischen Marktes eine jahrzehntelange Hochkonjunktur mit sich bringen würde.
In seinem 2003 erschienenen Buch Europa mit Russland vereint. Eine Vision für das 21. Jahrhundert vertritt Kraus die Auffassung, dass im 21. Jahrhundert die Zeit der Nationalstaaten von einer Zeit der kontinentalen Einigung abgelöst werde. Er tritt für die Schaffung einer „Großeuropäischen Konföderation“ ein, die aus den 27 EU-Mitgliedern, allen Nachfolgestaaten Jugoslawiens und der Sowjetunion sowie Norwegen, der Schweiz und der Türkei bestehen soll. Der Zweck dieses Staatenbundes soll sein, Westeuropa zu einem ebenbürtigen Partner der USA zu machen und damit, „die Welt einer geordneten Vielfalt der Machtpositionen und damit der allgemein gewünschten Mehrpoligkeit zuzuführen.“ Die Vereinigung soll den Frieden zwischen den Mitgliedsstaaten garantieren und eine staatsrechtliche und militärische Union sein, die nach dem Subsidiaritätsprinzip gestaltet ist. Die nationalen Streitkräfte sollen durch eine großeuropäische Kontinentalarmee ersetzt werden.

## Werke
- Russland 1941. Volk, Kultur und Wirtschaft. Südost-Echo, Wien 1942
- Österreich zwischen 1945 und 1955. Schriftenreihe des Freiheitlichen Bildungswerks, Wien 1979
- „Untragbare Objektivität“. Politische Erinnerungen 1917 bis 1987. Amalthea, Wien, München 1988
- „Großeuropa“. Eine Konföderation vom Atlantik bis Wladiwostok. Langen Müller, München 1990
- Zusammen mit Gergana Schulak: Europa mit Russland vereint. Eine Vision für das 21. Jahrhundert. Molden, Wien 2003, ISBN 3-85485-091-3